# Aeroportul São Borja
Aeroportul São Borja (IATA: JBS, ICAO: SSSB) este un aeroport din Rio Grande do Sul, Brazilia ce deservește zona São Borja. Aeroportul a fost tranzitat în 2022 de 603 pasageri. A fost numit după zona deservită.
Situat la o altitudine de 80 m, aeroportul dispune de 1 pistă.

## Infrastructură

### Piste
Aeroportul dispune de o singură pistă. Pista 6/24 are suprafața de asfalt și dimensiunile 1.500 m × 30 m. 